# Shoemaker Peak
Shoemaker Peak är en bergstopp i Antarktis. Den ligger i Västantarktis. Chile gör anspråk på området. Toppen på Shoemaker Peak är 1 143 meter över havet.
Terrängen runt Shoemaker Peak är lite bergig. Trakten är obefolkad. Det finns inga samhällen i närheten. 